# Jimmy Baron
James Edward Baron jr., detto Jimmy (East Greenwich, 23 maggio 1986), è un ex cestista statunitense, di ruolo guardia.

## Biografia
È il fratello maggiore di Billy Baron, anch'egli cestista.

## Carriera

### Club
Dopo aver mosso le prime esperienze cestistiche alla Worcester Academy e nella Bishop Hendricken High School, trascorre gli anni universitari al Rhode Island College, con cui milita in NCAA a partire dalla stagione 2005-06.
Già al primo anno si distingue entrando a far parte dei migliori rookie della Atlantic Sun Conference, grazie a 8,7 punti e 2,8 rimbalzi con il 41,8% da due e il 35,9% da tre in 24,3 minuti di media nelle 27 partite.
Nell'anno da sophomore incrementa ancora le sue cifre: in 32 partite (28.3 minuti di media) fa registrare 14,6 punti, 2,2 rimbalzi con il 48,7% da due e il 47,8% da tre.
Nella terza stagione fa registrare 14,2 punti con il 42,9% da due e il 40,6% da tre, 2,1 rimbalzi in 33 partite con una media di 28,3 minuti giocati, mentre nell'ultimo anno chiude con 17,4 punti con il 46,5% da due e il 45,4% da tre con 2,7 rimbalzi in 34 partite con 32,5 minuti di media (2008-09).
Nel 2009-10 sbarca in Turchia e firma a Mersin: in 29 partite e 28,6 minuti di media fa registrare 16,4 punti con il 53,3% da due e il 43,4% da tre e 2,5 rimbalzi.
L'anno successivo passa agli spagnoli del San Sebastián dove rimane per due anni: alla prima stagione segna una media di 15 punti con il 46,3% da due e il 45,5% da tre con 28,8 minuti disputati in 34 presenze. Si ripete anche nel 2011-12, con 11,9 punti messi a segno con il 52,8% da due e il 32,8% da tre in 37 presenze e 25 minuti di media.
Nella stagione 2012-13 si trasferisce ai russi del Lokomotiv Kuban, con i quali vince la Eurocup. In campionato mette a referto 11 presenze con 7,8 punti con il 70% da due e il 36,4% da tre in 14,9 minuti di media, mentre in Europa realizza 10,7 punti con il 51,7% da due e il 44,2% da tre con una media di 21,8 minuti in 12 presenze in Eurocup e 9,8 punti con il 48,6% da due e il 45,1% da tre con una media di 21,1 minuti in 16 presenze nella VTB.
Il 13 ottobre 2013 esordisce in Serie A con la vittoria fuori casa per 75-78 contro la Sutor Montegranaro, per lui in 26 minuti, 4 punti (2/4 da due).

## Palmarès
- Eurocup: 1

Lokomotiv Kuban: 2012-13

## Statistiche

### Club
- Statistiche aggiornate al 18 luglio 2014

| Stagione        | Squadra          | Competizione    | Partite | Partite | Partite | Statistiche tiro | Statistiche tiro | Statistiche tiro | Altre statistiche | Altre statistiche | Altre statistiche | Altre statistiche | Altre statistiche |
| Stagione        | Squadra          | Competizione    | Pres.   | Titol.  | Minuti  | Tiri da 2        | Tiri da 3        | Liberi           | Rimb.             | Assist            | Rubate            | Stopp.            | Punti             |
| --------------- | ---------------- | --------------- | ------- | ------- | ------- | ---------------- | ---------------- | ---------------- | ----------------- | ----------------- | ----------------- | ----------------- | ----------------- |
| 2013-2014       | Acea Virtus Roma | Serie A         | 30      | 4       | 733     | 46/82            | 67/168           | 72/76            | 69                | 37                | 9                 | 0                 | 365               |
| Totale carriera | Totale carriera  | Totale carriera | 30      | 4       | 733     | 46/82            | 67/168           | 72/76            | 69                | 37                | 9                 | 0                 | 365               |

### Play-off
| Stagione        | Squadra          | Competizione     | Partite | Partite | Partite | Statistiche tiro | Statistiche tiro | Statistiche tiro | Altre statistiche | Altre statistiche | Altre statistiche | Altre statistiche | Altre statistiche |
| Stagione        | Squadra          | Competizione     | Pres.   | Titol.  | Minuti  | Tiri da 2        | Tiri da 3        | Liberi           | Rimb.             | Assist            | Rubate            | Stopp.            | Punti             |
| --------------- | ---------------- | ---------------- | ------- | ------- | ------- | ---------------- | ---------------- | ---------------- | ----------------- | ----------------- | ----------------- | ----------------- | ----------------- |
| 2014            | Acea Virtus Roma | Serie A Play-Off | 8       | 0       | 202     | 19/37            | 8/30             | 23/23            | 18                | 13                | 2                 | 0                 | 85                |
| Totale carriera | Totale carriera  | Totale carriera  | 8       | 0       | 202     | 19/37            | 8/30             | 23/23            | 18                | 13                | 2                 | 0                 | 85                |

### EuroCup
| Stagione        | Squadra          | Competizione    | Partite | Partite | Partite | Statistiche tiro | Statistiche tiro | Statistiche tiro | Altre statistiche | Altre statistiche | Altre statistiche | Altre statistiche | Altre statistiche |
| Stagione        | Squadra          | Competizione    | Pres.   | Titol.  | Minuti  | Tiri da 2        | Tiri da 3        | Liberi           | Rimb.             | Assist            | Rubate            | Stopp.            | Punti             |
| --------------- | ---------------- | --------------- | ------- | ------- | ------- | ---------------- | ---------------- | ---------------- | ----------------- | ----------------- | ----------------- | ----------------- | ----------------- |
| 2012-2013       | Lokomotiv Kuban  | Eurocup         | 12      | 7       | 267     | 15/29            | 23/52            | 29/29            | 22                | 13                | 4                 | 0                 | 128               |
| 2013-2014       | Acea Virtus Roma | Eurocup         | 10      | 3       | 267     | 33/46            | 17/49            | 29/29            | 21                | 16                | 3                 | 1                 | 135               |
| Totale carriera | Totale carriera  | Totale carriera | 22      | 10      | 534     | 48/75            | 48/101           | 58/58            | 43                | 29                | 7                 | 1                 | 263               |